# Yuki Saneto
Yuki Saneto (實藤 友紀 Sanetō Yūki?, Tokushima, Tokushima, 19 de enero de 1989) es un futbolista japonés que juega como defensa en el Vegalta Sendai de la J2 League.

## Trayectoria

### Clubes
| Club                    | País  | Año       |
| ----------------------- | ----- | --------- |
| Kawasaki Frontale       | Japón | 2011-2015 |
| Avispa Fukuoka          | Japón | 2016-2020 |
| Yokohama F. Marinos     | Japón | 2020-2024 |
| Vegalta Sendai (cedido) | Japón | 2024      |
| Vegalta Sendai          | Japón | 2025-     |

## Palmarés

### Títulos nacionales
| Título    | Club                | País  | Año  |
| --------- | ------------------- | ----- | ---- |
| J1 League | Yokohama F. Marinos | Japón | 2022 |